# ویولن

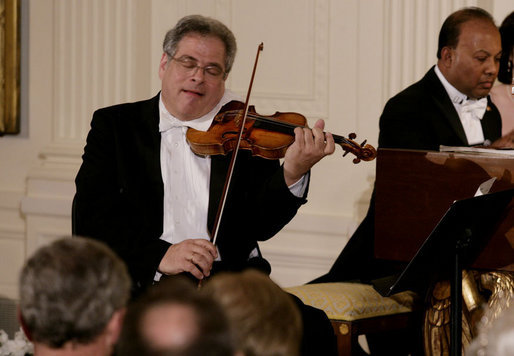
ویولنیست معروف معاصر، ایتساک پرلمان درحال هنرنمایی در کاخ سفید

ویولن (به فرانسوی: violon) ساز زهی و آرشه‌ای است. این ساز کوچک‌ترین عضو سازهای زهی-آرشه‌ای است. اصالت این ساز به کشور ایتالیا بر می‌گردد.
برای نواختن روی شانهٔ چپ قرار می‌گیرد و با آرشه که در دست راست نوازنده است، نواخته می‌شود.
کوک سیم‌های ویولن از زیر به بم به ترتیب:
می (سیم اول)، لا (سیم دوم)، ر (سیم سوم)، سل (سیم چهارم).
اصوات سیم‌های مجاور نسبت به یکدیگر فاصله پنجم درست را تشکیل می‌دهند. در این وسعت صدا ویولن قادر است تمام فواصل کروماتیک و کوچک‌تر از آن را اجرا نماید. از معروفترین نوازندگان این ساز می‌توان به آنتونیو ویوالدی و نیکولو پاگانینی و پابلو دو ساراساته اشاره کرد.

## تاریخچه ویولن

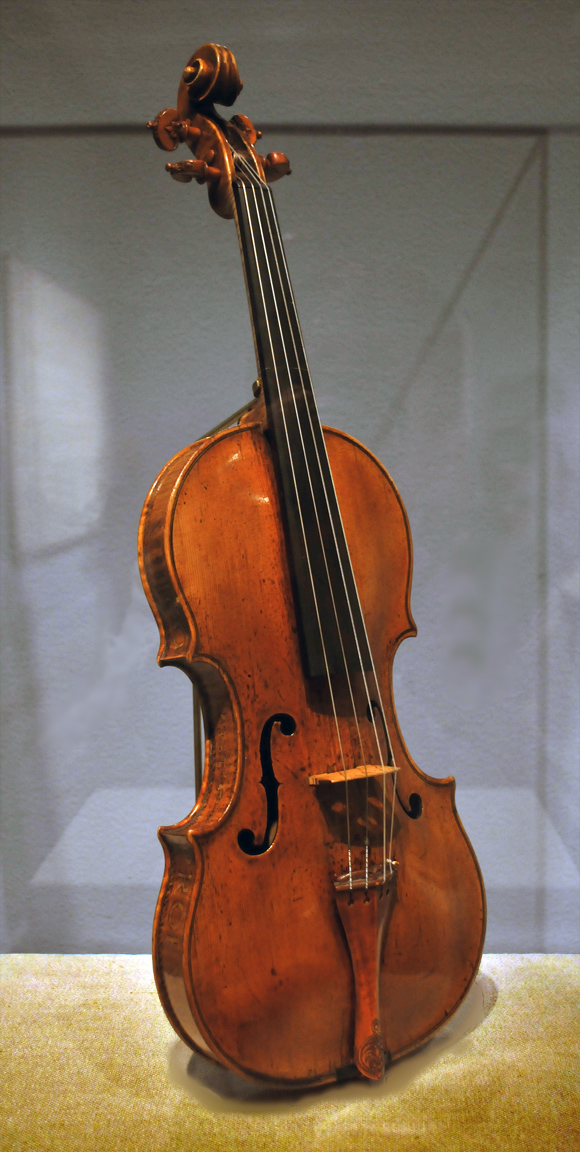
ویولون آندریا آماتی

تاریخچه ویولن در اروپا به قرن ۹ میلادی بازمی‌گردد. بسیاری معتقدند که ویولن نمونه تکمیل شده ساز رباب است. رباب سازی است که بعدها وقتی به اروپا آورده شد و تغییراتی در آن به‌وجود آمد به نام ربک در اروپا شهرت گرفت.
برخی بر این باورند که ساز ویولن از کشورهای عربی آمده‌است.
فرم‌های اولیه دارای سوراخی بودند که بر روی ساز قرار داشت اما بعدها این سوراخ از بدنه سازها حذف شدند و این ساز با سه سیم سرآغاز ساز ویولن تکامل یافته در سال‌های آینده شد.
در اروپا از قرن ۱۶ میلادی به بعد ساز ویولن به صورت تکامل یافته دیده می‌شود.

### سازندگان
از اولین سازندگان ویولن می‌توان به گاسپارو برتولتی ایتالیایی نام برد، که در برخی موارد وی را مخترع این ساز می‌دانند. از شاگردان مشهور گاسپارو برتولتی آندره آماتی بود که او هم بهترین سازنده ویولن در سطح جهان یعنی آنتونیو استرادیواری ایتالیایی را پرورش داد.
تا کنون کسی در جهان پیدا نشده که نه تنها بتواند هنر او را تکمیل نماید بلکه قادر نبوده ویولنی بسازد که از حیث زیبایی و صوت بتواند با ویولن‌های آنتونیو استرادیواری برابری نماید.

## بخش‌های ویولن

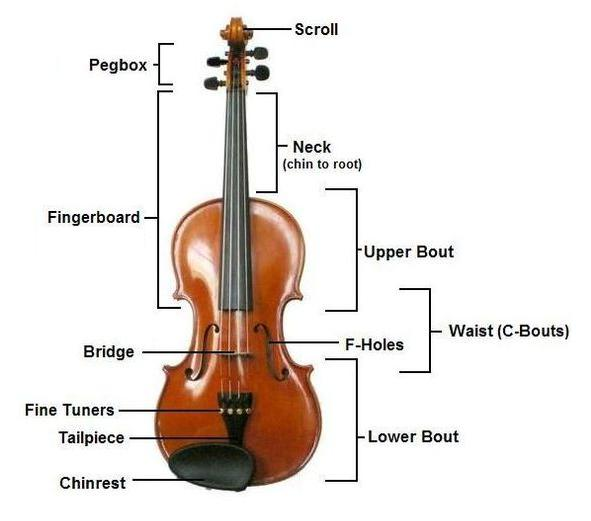
قسمت‌های ویولن

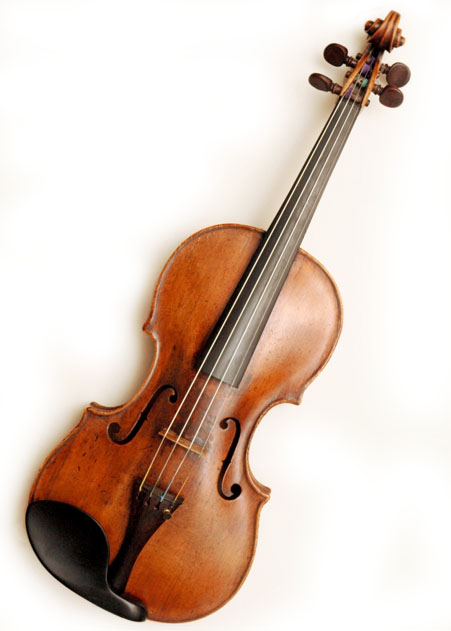
خرک (در جلو)، گریف (جسم سیاه‌رنگ در عقب) و سیم‌های ویولن
بندانگشتی|وسط|صدا و اجرای تکنیک‌های ویولن

این ساز از ۵۸ قطعه مختلف ساخته می‌شود. وزن آن در حدود ۴۰۰ گرم می‌باشد.
ویولن از بخش‌های زیر تشکیل شده‌است:
- آرشه: یا کمان ترکه‌ای چوبی است که رشته‌های موی دم اسب در طول آن کشیده شده و به دو سر آن ثابت شده‌است.
- جعبه طنینی (جعبه رِزونانس): جعبه‌ای است که از سه بخش صفحه روئی، صفحه زیرین و زوارهای دور تشکیل شده‌است. در این ساز گریف از جنس آبنوس (به دلیل ضریب تراکم در نتیجه استقامت بالا) خرک از جنس چوب افرا و سیم گیر از سه چوب مختلف (Boxwood, Rosewood, Ebony) می‌باشد.
- دسته یا گردن: در واقع دنباله چوب آبنوس تکیه سیم هاست که محل انگشت‌گذاری نوازنده در قسمت بالای آن قرار دارد. نوازنده ویولن قادر است در تمام طول چوب آبنوس انگشت‌گذاری کند.انتهای دسته به جعبه کوچکی (جعبه کوک) ختم می‌شود که سیم‌ها در درون آن به دور گوشی‌های کوک پیچیده می‌شوند.
- خرک: پلی‌ست بین سیم‌ها و جعبه طنینی. نقش خرک تقسیم راه سیم‌ها، نگه داشتن سیم‌ها با ارتفاع خاص برای عبور بر روی جعبه طنینی و انتقال ارتعاشات سیم‌ها به جعبه طنینی. در داخل جعبه طنینی استوانه چوبی کوچکی قرار دارد (تقریباً در زیر محلی که خرک قرار دارد)، که نقش آن انتقال ارتعاشات به صفحه زیرین ساز و مانعی در جهت عدم شکسته شدن صفحه روئی ساز از فشار سیم‌ها و خرک است.
- گریف: از آبنوس ساخته شده و در طول دسته ویولن چسبیده‌است و تا میانهٔ جعبهٔ ساز ادامه دارد. گریف بخشی است که نوازنده با انگشت خود سیم را به آن می‌چسباند و به این ترتیب طول سیم را کوتاه می‌کند و نت‌های مختلف را می‌نوازد.
- سیم گیر: از آبنوس، باکسوود یا رُزوود ساخته شده و در فاصله اندکی از خرک تا آخر تنه ویولن کشیده شده‌است. با زهی تنیده از جنس روده، نایلون، رشته‌های منعطف فلزی یا الیاف کربن ساخته می‌شود و به دکمه‌ای که در قسمت پائین جدار تعبیه شده بند می‌شود.
- سیم‌ها: سیم‌ها از جعبه کوچک سر ساز آغاز شده در طول چوب آبنوس تکیه‌گاه سیم‌ها ادامه یافته، از روی خرک عبور کرده و در سیم‌گیر مهار می‌شوند.
- انواع اصلی سیم‌ها:

سیم‌های زه (Gut) فلزی (Steel) مرکب مصنوعی (Synthetic)
- زه:

سیم زه از رشته‌های بلند شسته شده، ساییده شده و عاری از جرم، پرز و مژک‌های سطحی، که با هنر خاصی در کشش بالا، در ضخامت‌های بسیار دقیق
تابیده و (کار دست) ساخته می‌شد. سیم‌های زه در میزانهای کشش مختلف نیز تولید می‌شوند. این سیم‌ها ویژگی صدایی و قابلیت اجرایی ستودنی و خاص خود را دارند و با وجود فراگیر شدن نسل جدید سیم‌های مدرن (مرکب مصنوعی و تمام فلزی) طرفداران خود را دارند و در میان نوازندگان حرفه‌ای همچنان محبوب هستند.
- شخصیت صدایی:

وصف شخصیت، جنس صدایی و پاسخ سیم‌ها به واسطه صفت‌ها و اصطلاحات توصیفی بیان می‌شود و به گونه‌ای دریافت شخصی است. با این وجود برخی خواص صدایی سیم زه عبارت اند از: صدای پر طنین، نافذ، صادق و گرم با فرکانس‌های فرعی ساده (simple overtones)، پاسخ دهی محدودتر و کشش بالاتر (نسبت به سیم‌های مرکب مصنوعی). در اجرای اصیل آثار باروک معمولاً از سیم زه (و همچنین ویولن باروک) استفاده می‌شود.
- نقاط ضعف:

از مشکلات سیم‌های زه می‌توان به مواردی مختصر اشاره کرد:
1. سیم زه نو برای دست یابی به کوک ثابت، به زمان زیادی نیاز دارد.
2. در اثر تغییر دما یا رطوبت هوای محیط واکنش سریع دارد، که نتیجه آن نوسان دایمی در کوک ساز است.
3. این سیم‌ها از روده (بافت بیولوژیکی) تشکیل شده‌اند و با گذر زمان رطوبت و چربی طبیعی موجود در خود را رفته رفته از دست می‌دهد؛ که بایستی این فقدان را با روغن مخصوص سیم‌های زه جبران کرد.

- فلزی:
- مرکب مصنوعی:

امروزه در سیم‌های بم‌تر، روی روده سیم فلزی نازکی می‌پیچند و در سیم‌های زیرتر از مفتول فلزی تنها استفاده می‌شود.
نقش این ساز چه در ارکسترها، به صورت گروه‌نوازی و چه در ارکستر مجلسی و حتی به صورت تک‌نوازی پراهمیت است و بیشترین نقش را در ارکستر بر عهده دارند.
نخستین سازندگان معروف ویولن از ایتالیا هستند. گاسپارو داسالو نخستین ویولن حقیقی را ساخت، اما معروف‌ترین ویولن‌ها در شهر کرمونا ساخته شدند. آندره آماتی و فرزندش نیکولا آماتی و شاگردش آنتونیو استرادیواری، بهترین ویولن‌های دنیا را تاکنون ساخته‌اند.

## نوازندگی ویولن
نقش این ساز چه در ارکستر بزرگ چه به‌طور جمعی و انفرادی بسیار پراهمیت است. وجهه جهانی ویولن را می‌توان در سازگاری آن با فرهنگ‌های مختلف و حضور این ساز در موسیقی ملل مختلف دید.
محل قرار گرفتن ویولن بر روی سطح شانه و در نزدیکی گردن نوازنده‌است.

## دست چپ در نوازندگی ویولن

موقعیت نتها در دستان اول (پوزیسیون یک) ساز ویولن

نوازنده ویولن با قرار دادن انگشتان دست چپ و فشار و جابجایی انگشتان، طول سیم‌ها را تغییر می‌دهد که باعث ایجاد نت‌های متفاوت می‌گردد. ویولن پرده بندی ندارد و نوازنده در اثر آموزش و تربیت شنوایی قادر به تشخیص نت‌های مختلف می‌گردد. دربارهٔ نوازندگان مبتدی گاهی، ویولن توسط نوارهای چسبی نازک، پرده بندی می‌گردد که با یادگیری فراگیر، برداشته می‌شود.

## ویولن و موسیقی فولکلوریک
مانند بسیاری از سازهای موسیقی کلاسیک ویولن نیز برای موسیقی محلی در سراسر جهان مورد استفاده قرار گرفت. در اواخر دوره رنسانس بهبود فراوانی در شدت صدا، چابکی ساز و رنگ صدای ویولن به ویژه در ایتالیا ایجاد شد، تا جایی که نه تنها در موسیقی کلاسیک بلکه در موسیقی‌های محلی نیز بسیار مورد توجه نوازندگان قرار گرفت.
در موسیقی‌شناسی قومی، ویولن به صورت گسترده در اروپا، آسیا و آمریکا مشاهده شده‌است.